# アウデス・デ・レオン
アウデス・レオポルド・デ・レオン・フローレス（Audes Leopoldo de Leon Flores, 1979年6月26日 - ）はパナマ共和国出身の元プロ野球選手(外野手・一塁手)。右投左打。

## 経歴
2003年10月の第35回IBAFワールドカップのパナマ代表に選出されている。
2005年9月に第36回IBAFワールドカップのパナマ代表に選出されている。同大会でパナマ代表は、銅メダルを獲得した。
2006年開幕前の3月に第1回WBCのパナマ代表に選出された。7月に2006年中央アメリカ・カリブ海競技大会の野球パナマ代表に選出された。
2007年11月に第37回IBAFワールドカップのパナマ代表に選出された。
2008年にコパ・アメリカ・デ・ベイスボルのパナマ代表に選出された。
2009年開幕前の3月に、第2回WBCのパナマ代表に選出され、2大会連続2度目の選出を果たした。

## 選手としての特徴
- パナマ球界屈指の強打者でパナマ代表の常連である。

## 詳細情報

### 代表歴
- 2003 IBAfワールドカップ パナマ代表
- 2005 IBAFワールドカップ パナマ代表
- 2006 ワールド・ベースボール・クラシック・パナマ代表
- 2006年中央アメリカ・カリブ海競技大会野球パナマ代表
- 2007 IBAFワールドカップ パナマ代表
- 2008 コパ・アメリカ・デ・ベイスボル パナマ代表
- 2009 ワールド・ベースボール・クラシック・パナマ代表